# Statens livsmedelskommission

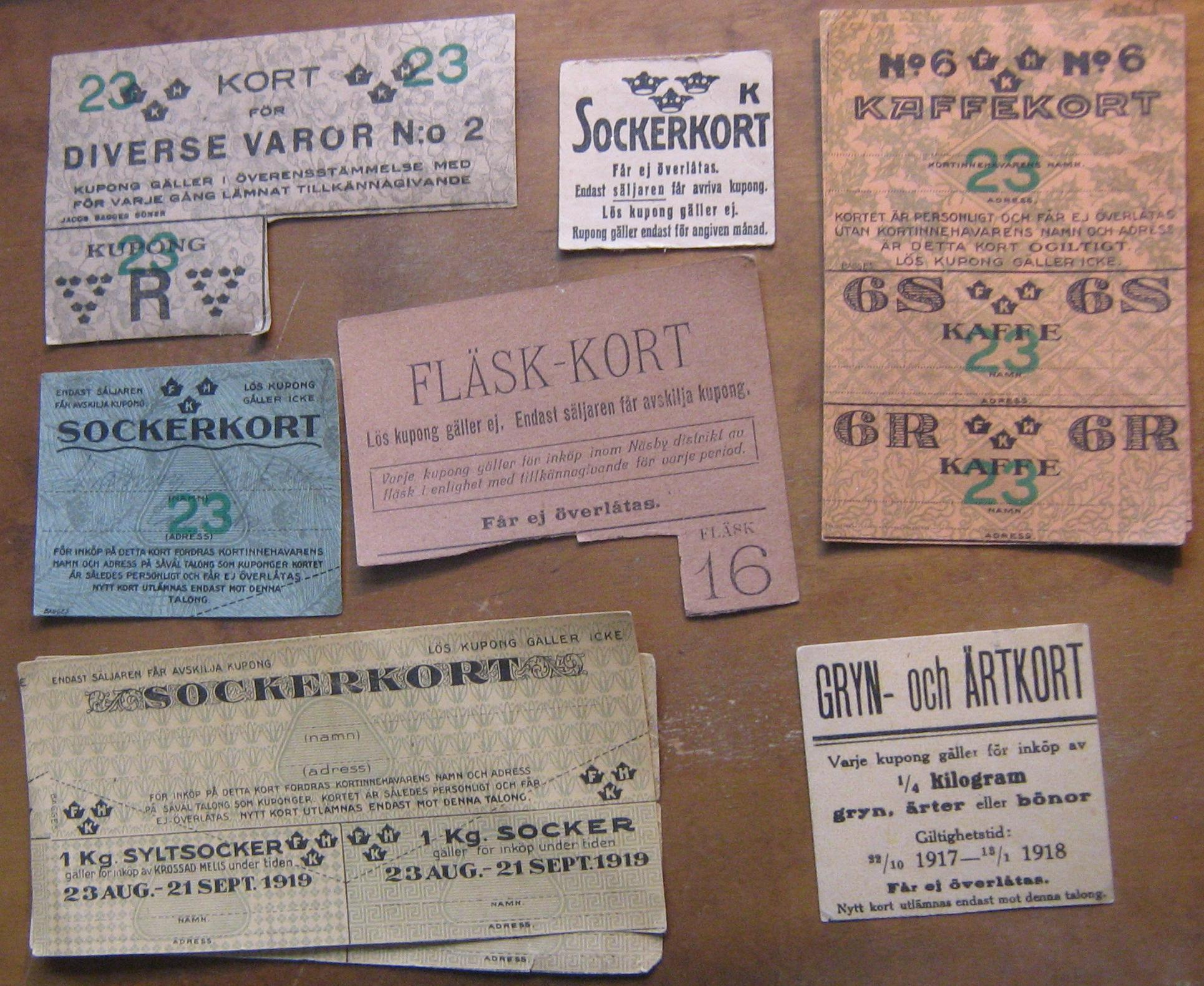
Ransoneringskort från första världskriget.

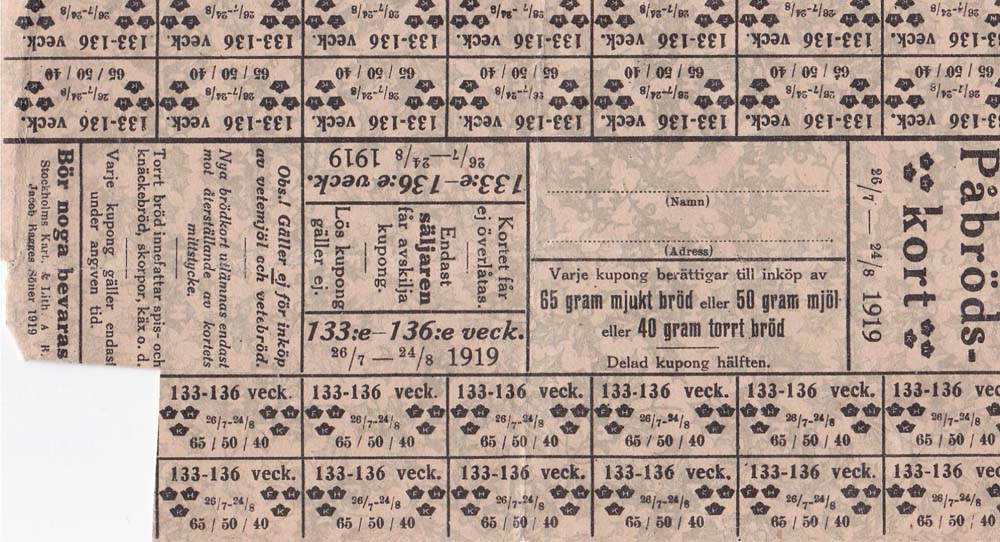
Påbrödskort från första världskriget.

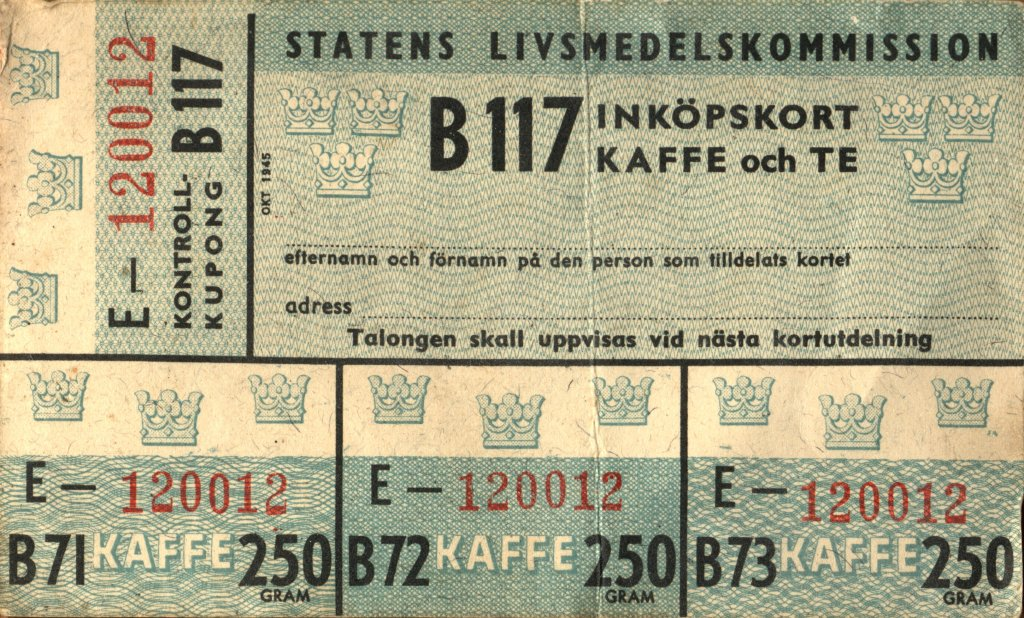
Ransoneringskort för kaffe och te från andra världskriget.

Statens livsmedelskommission (det ursprungliga namnet var folkförsörjningsnämnden) var en svensk myndighet som existerade mellan 1914 och 1917 samt 1939 och 1950 för att handha ransoneringen av livsmedel och andra dagligvaror som det rådde begränsad tillgång på grund av första respektive andra världskriget.

## Historik
Statens livsmedelskommission inrättades 1914 för att organisera de statliga åtgärderna inom livsmedelsförsörjningsområdet. När sedan situationen blev sådan att en ransonering blev nödvändig inrättades 1916 Folkhushållningskommissionen, som ledde förarbetet inför ransoneringen. I juli 1917 övertog Folkhushållningskommissionen alla livsmedelskommissionens uppgifter och blev centralorgan för livsmedelsförsörjningen i Sverige.
Vid första världskrigets inbrott hade det i Sverige har det under lång tid inte producerats tillräckligt med brödsäd för att täcka de egna behoven. Därför måste den inhemska försörjningen kompletteras genom en betydande import. I början förhöll sig dock regeringen avvaktande. Först i december 1914 fick kommissionen befogenhet att genom sitt spannmålsbyrå köpa spannmål och mjöl från utlandet. Men vid den tidpunkten hade dessa varor blivit ännu dyrare än strax efter krigsutbrottet. Regeringen fick också mycket kritik för att den inte tidigare hade gett kommissionen befogenhet att göra dessa affärer. Man trodde allmänt i början av kriget att det skulle vara över på några månader, och man förväntade sig från experthåll att spannmålspriserna, som hade stigit vid krigsutbrottet, skulle falla så snart den argentinska spannmålen kom ut på marknaden. Den förväntade prisnedgången inträffade faktiskt vid den tiden – men bara på produktionsorten. Man hade inte räknat med att fraktkostnaderna skulle öka så mycket att de mer än väl uppvägde prissänkningen för fjärran köpare.
För att bevara brödsäden för mänsklig konsumtion förbjöds till en början all produktion av brännvin från och med början av 1915, förutom vid tillverkning av pressjäst. Senare upphävdes förbudet delvis för att förhindra alltför hejdlös lönnbränning, men då tilläts bränning endast av en mindre kvantitet.
Livsmedelskommissionen försökte tillgodose behovet av foder genom att bistå svenska importörer att erhålla exportlicenser från utlandet för vissa mängder kraftfoder. Trots detta lyckades man inte komma i närheten av de mängder som behövdes. För att förbättra situationen försökte man importera majs från Amerika. Senare tog Livsmedelskommissionen själv hand om inköpen av foder genom att inrätta en ny fodermedelsbyrå.
För att på andra sätt möta landets behov av livsmedel tilläts endast export av boskap, kött och fläsk i den utsträckning som den minskade tillgången på utländskt kraftfoder gjorde det nödvändigt att minska boskapsstammen. Att svälta boskapen skulle ha negativ påverkan på rasens kvalitet i framtiden. Senare, när boskapsstammen hade minskat betydligt, utfärdades ett totalförbud mot export av boskap, kött, smör och ost. Licenser beviljades endast om man i gengäld erhöll andra varor som behövdes ännu mer från utlandet. Vid sådana bytesaffärer spelade exporten av hästar, som de stridande arméerna hade stort behov av, en viktig roll. Försäljningen sköttes enbart av en särskild Statens hästexportkommission.
Till följd av 1916 års mot all förväntan klena skörd av brödsäd tillgreps en dittills okänd företeelse i svensk historia, nämligen ransonering över hela landet av förråden. I oktober 1916 kom sockerkorten, utan vilka man inte längre fick köpa något socker. Gick man på på restaurang måste man själv ha med sig sina sockerbitar till kaffet.
Den 19 december 1916 beslutades om införande av ransonering på bröd, vilken trädde i kraft 8 januari 1917, då alla förråd av vete och råg såväl otröskad som tröskad beslagtogs och i Norrland korn samt mjöl och bröd därav. Efter inventering av lagren. Var och en tvingades informera de kommunala myndigheterna om förråd av nämnda varor som han vid den tiden innehade. För brott mot förordningen stadgades böter intill 10 000 kronor eller fängelse eller, under försvårande omständigheter, straffarbete i högst två år.
Därefter erhölls en dagsranson om 250 gram mjöl eller 325 gram mjukt bröd eller 200 gram hårt bröd. Personer med tungt arbete kunde tilldelas påbrödskort om 65 gram mjukt bröd, 50 gram mjöl eller 40 gram torrt bröd per dag. Brödkorten gällde enbart inom respektive område – resande kunde mot inlämnade av sina ransoneringskuponger erhålla särskilda resbrödkort och trafikpersonal vid Statens järnvägar och Postverket erhöll särskilda ransoneringskort för trafikpersonal. Efter en minskning av dagsransonen till 200 gram mjöl per dag i februari 1917 höjdes den åter i november 1918 till 250 gram. Först den 25 augusti 1919 lyftes dock ransoneringen på bröd.
Under statens livsmedelskommission (och en del andra myndigheter) lydde kristidsstyrelserna som fanns i varje landsting (stora län kunde ha flera sådana kristidsstyrelser), och från och med den 20 september 1939 blev det även obligatoriskt för kommunerna att upprätta kristidsnämnder (även kallade kristidsförbund) som skulle koordinera lokal ransonering i en eller flera kommuner och svara mot kristidsstyrelsen i respektive landsting och de statliga myndigheterna. Kristidsnämndernas främsta uppgift blev att dela ut ransoneringskort.

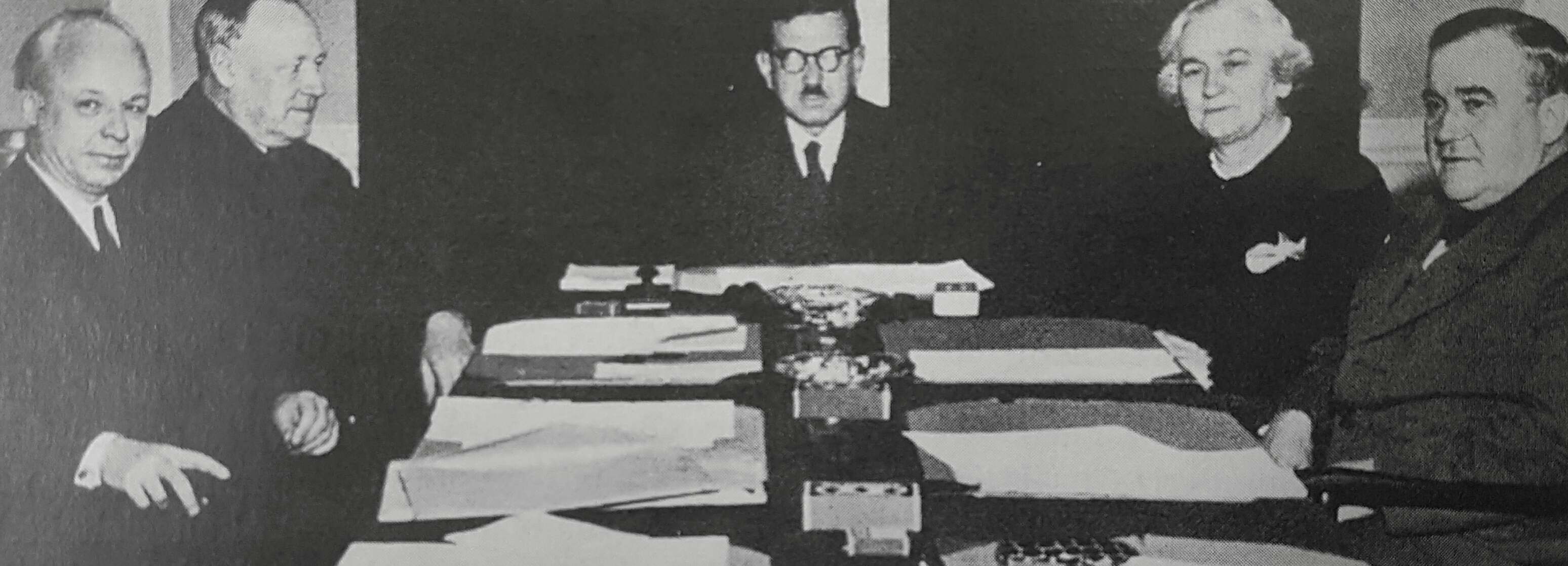
Livsmedelskommissionens första samanträde 2 november 1939 med Bo Hammarskjöld som ordförande.